# Ternate (Nordmolukken)

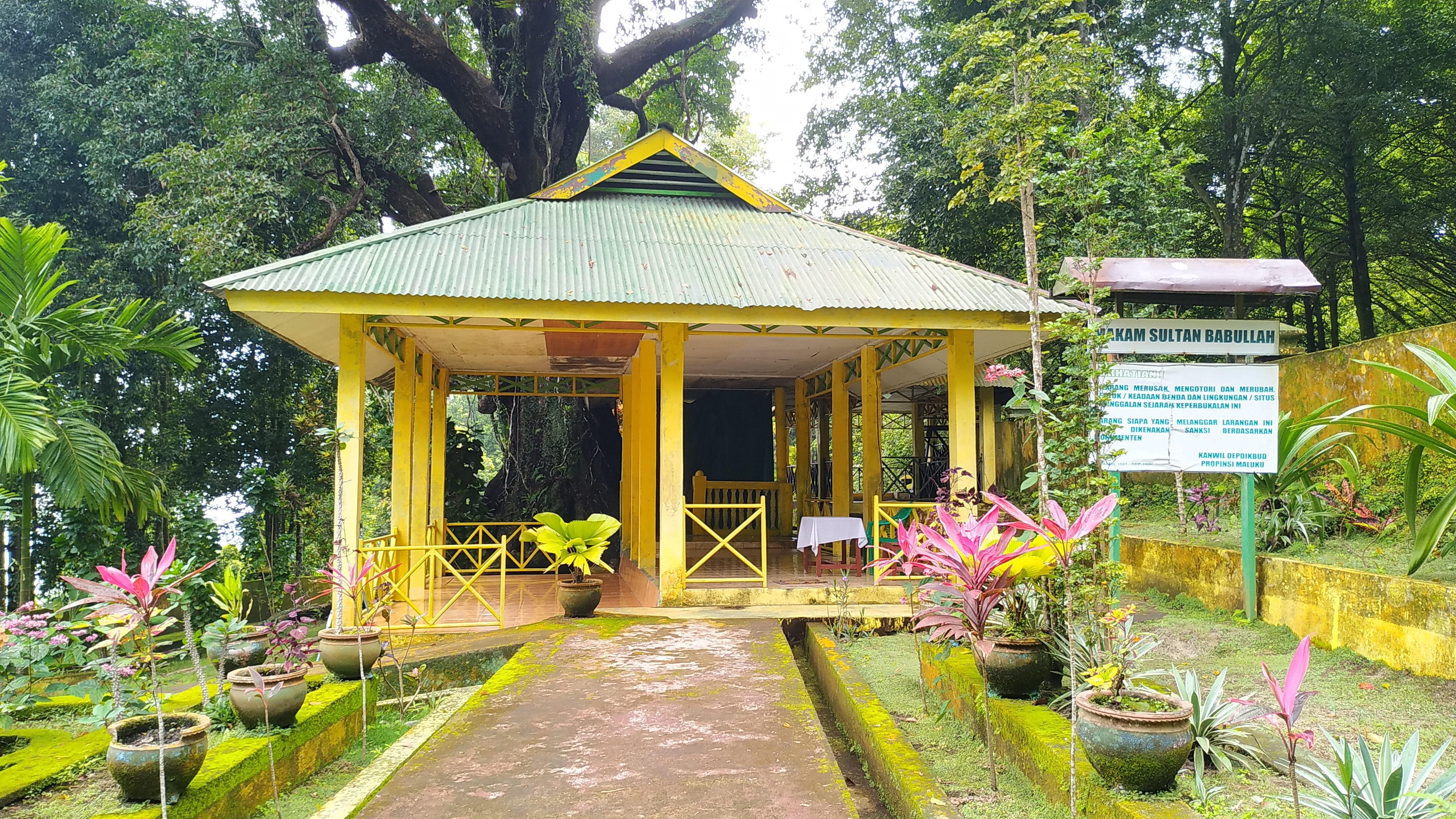
Das Grabmal von Sultan Babullah

Die autonome Stadt (Kota) Ternate ist administrativ als Verwaltungseinheit 2. Ordnung direkt der Provinz der Nordmolukken (indonesisch Maluku Utara) unterstellt. Sie liegt im Westen der Insel Halmahera und zählte zur Jahresmitte 2022 201.916 Einwohner auf 162,20 km² Landfläche (Meeresfläche: 5.547,55 km²).

## Geografie
Das Territorium der Kota befindet sich ausschließlich auf den acht (oder neun ?) Inseln, von denen die größten fünf bewohnt sind. Kota Ternate erstreckt sich zwischen 0°25′41,82″ und 1°21′21,78″ n. Br. sowie zwischen 126°7′32,14″ und 127°26′23,12″ ö. L. Die Molukkensee im Norden, Westen und Süden sowie die Halmaherasee im Osten begrenzen die autonome Stadt.

### Inseln
Die neun Inseln von Nord nach Süd sind:
| Inselname          | nördl. Breite | östl. Länge     | Fläche (km²) |
| ------------------ | ------------- | --------------- | ------------ |
| Pulau Mayau        | 01°19′13,00″  | 126°23′13,99″   | 24,17        |
| Pulau Gurida       | 00°59′11,00″  | 126°08′44,99″   | 0,22         |
| Pulau Tifure       | 00°58′00,99″  | 126°08′40,99″ ★ | 4,6          |
| Pulau Gura Mangofa | 00°54′55,21″  | 127°18′39,18″   | …            |
| Pulau Mano         | 00°54′52,35″  | 127°18′42,39″   | 0,0004       |
| Pulau Maka         | 00°54′45,27″  | 127°18′35,96″   | 0,013        |
| Pulau Hiri         | 00°53′42,45″  | 127°19′04,49″   | 6,69         |
| Pulau Ternate      | 00°48′33,99″  | 127°20′29,00″   | 101,68       |
| Pulau Moti         | 00°27′24,99″  | 127°24′38,99″ ☆ | 24,79        |

★ Pulau Tufure ist die westlichste Insel

☆ Pulau Moti ist die östlichste Insel

Die Anzahl der Inseln schwankt nach den verschiedenen Quellen.

## Verwaltungsgliederung
Die autonome Stadt Kota Ternate gliedert sich seit 2018 in acht Distrikte mit 78 Kelurahan, also Dörfern städtischen Typs (Stadtbezirken).
| Code 1   | Kecamatan Distrikt   | Ibu Kota Verwaltungssitz | Fläche (km²) | Einwohner Census 2010 2 | Volkszählung 2020 | Volkszählung 2020 | Volkszählung 2020 | Anzahl der Dörfer | Anzahl der Dörfer |
| Code 1   | Kecamatan Distrikt   | Ibu Kota Verwaltungssitz | Fläche (km²) | Einwohner Census 2010 2 | Einwohner 3       | 0Dichte 40        | Sex Ratio 5       | Anzahl der Dörfer | Anzahl der Dörfer |
| -------- | -------------------- | ------------------------ | ------------ | ----------------------- | ----------------- | ----------------- | ----------------- | ----------------- | ----------------- |
| 82.71.01 | Pulau Ternate        | Jambula                  | 17,39        | 14.692                  | 8.735             | 502,3             | 103,4             | 6                 |                   |
| 82.71.02 | Kota Ternate Selatan | Kalumata                 | 20,22        | 63.746                  | 74.329            | 3.676,0           | 100,8             | 17                |                   |
| 82.71.03 | Kota Ternate Utara   | Dufa-Dufa                | 13,92        | 45.574                  | 48.982            | 3.518,8           | 101,3             | 14                |                   |
| 82.71.04 | Moti                 | Moti Kota                | 24,78        | 4.399                   | 4.811             | 194,2             | 99,3              | 6                 |                   |
| 82.71.05 | Pulau Batang Dua     | Mayau                    | 29,03        | 2.487                   | 2.791             | 96,1              | 105,7             | 6                 |                   |
| 82.71.06 | Kota Ternate Tengah  | Salahuddin               | 13,26        | 52.072                  | 53.643            | 4.045,5           | 101,3             | 16                |                   |
| 82.71.07 | Pulau Hiri           | Faudu                    | 6,69         | 2.735                   | 2.922             | 436,8             | 102,8             | 6                 |                   |
| 82.71.08 | Ternate Barat        | Sulamadaha               | 33,88        | –00                     | 8.788             | 259,4             | 101,2             | 7                 |                   |
| 82.71    | Kota Ternate         | Kota Ternate             | 162,17       | 185.705                 | 205.001           | 1.264,1           | 101,2             | 78                |                   |

## Demographie
Zur Volkszählung im September 2020 (indonesisch Sensus Penduduk - SP2020) lebten im Munizipium Kota Ternate 205.001 Menschen, davon 101.882 Frauen (49,70 %) und 103.119 Männer (50,30 %). Gegenüber dem letzten Census (2010) stieg der Frauenanteil um 0,57 %.
70,19 Prozent oder 141.728 Personen gehörten zur erwerbsfähigen Bevölkerung (15–64 Jahre); 6,15 % waren Kinder und 3,65 % im Rentenalter. Von der Gesamtbevölkerung waren Mitte 2022 53,53 (44,56) % ledig; 41,85 (49,92) % verheiratet; 1,53 (1,82) % geschieden und 3,10 (3,70) % verwitwet. Die geklammerten Kursivzahlen geben den Anteil bezogen auf die Bevölkerung ab 10 Jahre an (99.031).
Als Verwaltungseinheit mit der höchsten Bevölkerungsdichte hatte Kota Ternate im Jahr 2020 mit 79,82 den höchsten HDI-Index.

### Religion
|              | 2020    | 2020    | 2022    | 2022    |
| ------------ | ------- | ------- | ------- | ------- |
| Islam        | 204.848 | 96,68 % | 195.522 | 96,83 % |
| Protestanten | 6.039   | 2,85 %  | 5.490   | 2,72 %  |
| Katholiken   | 714     | 0,34 %  | 637     | 0,32 %  |
| Hindus       | 117     | 0,06 %  | 52      | 0,03 %  |
| Buddhisten   | 32      | 0,02 %  | 97      | 0,05 %  |
| Konfuzianer  | 143     | 0,07 %  | 117     | 0,06 %  |

## Geschichte
Die ersten Europäer waren Gestrandete einer portugiesischen Expedition. Sultan Bau Lais von Ternate hörte von dem Unglück und sah darin eine Chance, sich mit einer mächtigen fremden Nation zu verbünden. Also brachte er sie 1512 nach Ternate und erlaubte den Bau einer Festung, deren Bau 1522 begann. Die Beziehungen zwischen den Inselbewohnern und den Bewohnern waren aber von Anbeginn an angespannt.
Die Insel stand bis Ende des Zweiten Weltkriegs unter portugiesischen, spanischen und holländischen Einfluss, wurde schließlich von den Japanern besetzt und erlangte 1945 mit dem Staat Indonesien ihre Unabhängigkeit. Zunächst zur Provinz Maluku (Molukken) gehörig, wurde die Stadt Ternate 1999 zusammen mit den Regierungsbezirken Maluku Utara (später in Halmahera Barat umbenannt) und Halmahera Tengah zur neugegründeten Provinz Maluku Utara (Nordmolukken) selbständig.

### Verwaltungsgeschichte
Die  „administrative Stadt“ (Kota Administratif) Ternate wurde durch die Regierungsverordnung Nr. 45 des Jahres 1981 vom Regierungsbezirk (Kabupaten) Maluku Utara (damaliger Name) abgetrennt. Zum Zeitpunkt dieser Gründung umfasste die Stadt Ternate zwei Distrikte (Kecamatan):
1. Kota Ternate Utara (Nord) mit 10 Dörfern
2. Kota Ternate Selatan (Süd) mit 13 Dörfern[6]

Die Insel Ternate wurde ab 2001 in weitere Distrikte (Kecamatan) unterteilt:
- Der Kecamatan Moti wird vom Kecamatan Pulau Ternate abgetrennt (Peraturan Daerah Kota Ternate Nomor 10 Tahun 2001)
- der Kecamatan Pulau Badang Dua wird von Pulau Ternate abgetrennt (dito für 06/2007)
- der Kecamatan Ternate Tengah wird aus Teilen von Ternate Selatan und Ternate Utara gebildet (dito für 07/2007)
- der Kecamatan Pulau Hiri wird von Pulau Ternate abgetrennt (dito für 08/2009)
- der Kecamatan Ternate Barat wird von Pulau Ternate abgetrennt (dito für 01/2018)

## Verkehr
Der 1971 in Betrieb genommene Flughafen Babullah Airport (TTE) wird bedient von Inlandsflügen der Wings Air (Group Lion Air), Express Air und Trigana Air. Er ist benannt nach dem bekanntesten Sultan auf Ternate (1528–1570–1583).

## Sehenswürdigkeiten
- Batu Angus Site (versteinerte Lava des Vulkans Gamalama im Dorf Kulaba, 1673)
- Benteng Kota Janji (historische Festung, 1532 erbaut)
- Jikomalamo Beach (Badeort gegenüber der Insel Hiri)
- Sultan Babullahs Tomb (auf dem Berg Gamalama, Sultan Babullah war der bekannteste einheimische Herrscher auf Ternate)
- Benteng Kalamata (portugiesisches Fort auf Ternate)
- Kastela Fortress (portugiesisches Fort, 1521 erbaut)
- Laguna Lake (See im Dorf Ngada)
- Tolire Besar und Tolire Kecil (zwei Seen im Dorf Takome)
- Oranje Fortress (holländische Festung, 1607 erbaut)
- Ternate Kedaton (Sultanspalast in Ternate, 1813 von Sultan Muhammad Ali erbaut)
- Tobololo Beach (wenig bekannter Strand an der Nordküste)
- Ternate Wonder Island (bis ins Jahr 2013 wurde dieser Wasser-Freizeitpark erbaut)[7]